# Ullavarash
Ullavarash är en kulle i Finland. Den ligger i Utsjoki kommun i landskapet Lappland, i den norra delen av landet, 1 000 km norr om huvudstaden Helsingfors. Toppen på Ullavarash är 390 meter över havet. Ullavarash ingår i Paistunturit.
Terrängen runt Ullavarash är platt, och sluttar västerut.  Trakten runt Ullavarash är nära nog obefolkad, med mindre än två invånare per kvadratkilometer. Det finns inga samhällen i närheten. Omgivningarna runt Ullavarash är i huvudsak ett öppet busklandskap.